# Jakob Norgren
Jakob Olof Norgren, född 7 juni 1967 i Nacka, är en svensk kompositör, saxofonist och musikproducent, verksam inom genrer som jazz, blues och soul. 
Norgren är utbildad vid Fridhems folkhögskola 1989–1991 och vid Kungliga musikhögskolan i Stockholm 1999–2006.  
2004 startade han storbandet Jakob Norgren Big Band Splash som gav ut albumen Wide Meadow Soul (2005) och East Of The Arctic Circle (2007). Musiken var då en medvetet spretig blandning av nutida jazz, soul, blues och i viss mån electronica. Därefter har han renodlat sitt skapande i tre separata projekt. Under det nedkortade namnet Big Band Splash släpptes albumen Another Apple (2010) och Volume 5 (2017) med en inriktning mot soul, rhythm & blues och souljazz. The Emersons skapades, i samarbete med Herbert Nordlund, som ett studioprojekt för electrojazz. Musiken är ofta byggd som ett collage av samplingar från egna storbandsinspelningar och nya improvisationer. 2008 släpptes en EP med The Emersons, Swings & Roundabouts, och 2014 kom albumet Mollow. Sedan 2014 använder storbandet namnet Jakob Norgren Jazz Orchestra när man spelar nutida jazz, och albumet Pathfinding med Jonas Kullhammar som gästsolist släpptes 2015.
Norgren har producerat sina album själv och givit ut dem på skivbolaget Wime Records som han startade 2005.